# Caillac
 Caillac  (en occitano Calhac) es una población y comuna francesa, situada en la región de Mediodía-Pirineos, departamento de Lot, en el distrito de Cahors y cantón de Luzech.

## Demografía
| 365 | 335 | 386 | 409 | 488 | 533 |
| Para los censos de 1962 a 1999 la población legal corresponde a la población sin duplicidades (Fuente: INSEE [Consultar]) |     |     |     |     |     |